# Tête brûlée et pied tendre
Pour plus de détails, voir Fiche technique et Distribution.
Tête brûlée et pied tendre (titre original : Hot Lead and Cold Feet) est une comédie western américaine réalisée par Robert Butler, produite par Walt Disney Productions et sortie en 1978.

## Synopsis
Jasper Bloodshy dirige la ville agitée de Bloodshy (Bloodshy signifie Timide), qu'il a lui-même fondée. La ville vit dans la crainte du fils de Jasper, Wild Billy mais Jasper découvre qu'il a un autre fils nommé Eli vivant à Philadelphie. Le comportement de Jasper avait forcé sa femme anglaise à le quitter abandonnant un des deux jumeaux à son mari avant de retourner en Angleterre. Après cette découverte, Jasper imagine un plan. Il évoque ce second fils à Ragsdale, le maire corrompu de Bloodshy et au shérif Denver Kid avant de rédiger un nouveau testament avec l'aide de son majordome anglais Mansfield. Jasper simule sa mort et se jetant dans une falaise devant le maire et le sheriff.
À Philadelphie, Eli se montre à l'opposé de son frère Wild Billy, travaillant comme missionnaire de l'Armée du salut. Il est en compagnie de deux orphelins,  Roxanne et Marcus, quand il reçoit un télégramme l'informant de la mort de son père. Bien que découvrant l'existence de ce père, il accepte l'invitation et se rend avec les deux enfants à Bloodshy pour réclamer son héritage.
Sur le trajet, leur diligence est arrêtée par un groupe de hors-la-loi, les frères Snead missionnés par Ragsdale. Pensant voir son jumeau Wild Billy, les Sneads s'enfuient en découvrant Eli. Malheureusement la diligence est aussi partie et le trio Eli, Roxane et Marcus se retrouvent à pied. En chemin, ils rencontrent une jeune femme, Jenny qui se dirige également vers Bloodshy pour y ouvrir une école. Le trio devient un quatuor.
À Bloodshy, Mansfield ouvre le testament devant le  shérif Denver et Ragsdale. Le document mentionne un concours pour obtenir l'héritage. Il consiste à parcourir un chemin de plusieurs kilomètres nommé Bloody Bloodshy Trail (le sentier sanglant de Bloodshy). C'est un parcours jonché d'obstacles avec une montagne à escalader et  la traversée d'une gorge à l'aide d'une corde, tandis que le concours y ajoute des tâches comme la remise en marche de moteurs de train ou conduire un chariot.
Durant le concours, Eli et Billy se rendent compte que Ragsdale a tout fait pour que les jumeaux s'entretuent afin de récupérer leur fortune. Les jumeaux s'associent pour démasquer Ragsdale. Leur père réapparait et les aide. Peu de temps après, Ragsdale est emprisonné et Denver Kid devient le nouveau maire.

## Fiche technique
- Titre original : Hot Lead and Cold Feet
- Titre français : Tête brûlée et pied tendre
- Réalisation : Robert Butler, Paul "Tiny" Nichols (assistant), Jerram Swartz (second assistant)
- Scénario : Arthur Alsberg, Joe McEveety, Don Nelson, d'après une histoire de Rod Piffath
- Direction artistique : John B. Mansbridge, Frank T. Smith
- Photographie : Frank Phillips
- Effets spéciaux : Eustace Lycett, Art Cruickshank, Danny Lee, Hal Bigger, Billy Lee, David Domeyer, Allen Hurd
- Décors : Frank R. McKelvy (conception), Eric A. Hulett
- Son : Herb Taylor (superviseur), Gregory Valtierra (mixage)
- Montage : Ray de Leuw (image), Ben F. Hendricks (son),  Evelyn Kennedy (musique)
- Production : Ron Miller
- Costumes : Emily Sundby, Chuck Keehne, Ron Talsky (conception)
- Maquillage : Robert J. Schiffer
- Coiffures : Charlene Johnson
- Cascade : Buddy Joe Hooker (coordination), Hugh Hooker, Dean Ferrandini, Bill Burton, Tom Huff, Steven Chambers, Dick Ziker, hank Hooker, Fred Waugh, Donna Hall, David Ellis, Dave Rodgers, Chad Randall, Jean Coulter, Julie Ann Johnson, Gage Nelson,
- Musique : Buddy Baker (composition), Walter Sheets (orchestration),
- Producteur : Ron Miller, Christopher Hibler (coproducteur), John Bloss (responsable de production), Kevin Corcoran (associé)
- Société de production : Walt Disney Productions
- Pays de production :  États-Unis
- Langue originale : Anglais
- Format : Couleurs (Technicolor) — 1,85 — mono
- Genre : Western, Action
- Durée :  90 minutes
- Dates de sortie :
  - États-Unis : 5 juillet 1978

Sauf mention contraire, les informations proviennent des sources concordantes suivantes : Leonard Maltin, Mark Arnold et IMDb

## Distribution
- Jim Dale : Eli Bloodshy, Wild Billy Bloodshy, Jasper Bloodshy
- Karen Valentine : Jenny Willingham
- Don Knotts : le shérif Denver Kid
- Jack Elam : Rattlesnake
- Darren McGavin : le maire Ragsdale
- John Williams : Mansfield
- Warren Vanders : Boss Snead
- Debbie Lytton : Roxanne
- Michael Sharrett (en) : Marcus
- David Cass : Jack
- Richard Wright : Pete
- Don "Red" Barry : barman
- Jimmy Van Patten : Jake
- Gregg Palmer : Jeff
- Ed Bakey : Joshua
- John Steadman : Old Codger
- Eric Server : Cowboy 1
- Paul Lukather : Cowboy 2
- Hap Lawrence : Cowboy 3
- Robert Rothwell ;:Cowboy 4
- Terry Nichols : Prisonnier
- Dallas McKennon : client du saloon 1
- Stanley Clements : client du saloon 2
- Don Brodie : client du saloon 3
- Warde Donovan : client du saloon 4
- Ron Honthaner : client du saloon 5
- Norland Benson : fermier 1
- Jack Bender : fermier 2
- Jim Whitecloud : Chef indien
- Brad Weston : indien
- Russ Fast : Official 2
- Mike Howden : Official 3
- Art Burke : Official 4
- James Michaelford : Dead-Eye

Sauf mention contraire, les informations proviennent des sources concordantes suivantes : Leonard Maltin, Mark Arnold, Dave Smith et IMDb

## Sorties cinéma
Sauf mention contraire, les informations suivantes sont issues de l'IMDb.
- États-Unis : 5 juillet 1978
- Brésil : 1980
- Australie : 17 janvier 1980
- Finlande : 20 mars 1981
- Uruguay : 18 juin 1981 (Montevideo)

## Production
L'acteur Jim Dale démontre avec ce film ses talents interprétant pas moins de trois rôles le père Jasper Bloodshy et ses eux fils jumeaux Eli et Wild Billy. Don Knotts reprend un rôle similaire à celui d'un film d'Universal Pictures des années 1960, The Shakiest Gun in the West (1968). Il avait déjà participer à plusieurs productions pour les studios Disney et c'est la seconde fois qu'il est associé à Darren McGavin après La Folle Escapade (1976).
Une partie du tournage a été effectuée dans la forêt nationale de Deschutes,. Dans cette forêt l'équipe a utilisé le Mont Bachelor avec son sommet enneigé, la Chaîne des Cascades, les gorges de la rivière Deschutes et les coulée de lave de la Lava Butte. Le film permet de constater l'évolution des effets spéciaux depuis La Fiancée de papa (1961) si l'on compare les apparitions de Jim Dale jouant trois personnages interagissant à celles des jumelles jouées par Hayley Mills, se faisant souvent face. C'est le premier film à utiliser le logo coloré de Buena Vista Distribution, ce qui n'a pas amélioré l'image de Disney à l'époque, les deux entités semblant séparées.
Le film sort en juillet 1978 aux États-Unis.
Il a été diffusé au cinéma avec le moyen métrage La Mare aux grenouilles (1949) rebaptisé The Madcap Adventures of Mr. Toad comme l'atteste la bande annonce originale présente dans les bonus du DVD. Une adaptation en bande dessinée est publiée les dimanches du 4 juin 1978 au 27 août 1978 (soit 13 planches) dans la presse américaine, scénario adapté par Al Stoffel et Richard Moore au dessin. L'histoire a été adaptée en Finlande sous le titre Villi-Bill d'avril 1979 à février 1980 dans le magazine Apu (fi).

### Bande originale
Le film comprend les chansons suivantes :
- May the Best Man Win d'Al Kasha et Joel Hirschhorn, interprétée par Michael Dees
- Something Good is Bound to Happen composé par Buddy Baker, sur des paroles de Arthur Alsberg et Don Nelson

## Analyse
Pour l'année 1978, seules deux productions du studio Disney se hissent dans le top 25 des films et dans le bas du tableau, Peter et Elliott le dragon et Tête brûlée et pied tendre.